# Verretto
Verretto – miejscowość i gmina we Włoszech, w regionie Lombardia, w prowincji Pawia.
Według danych na rok 2004 gminę zamieszkiwały 324 osoby, 162 os./km².